# Brittgården

Brittgården är ett bostadsområde i Tibro. Området ritades av Ralph Erskine. Den första etappen stod klar 1961. Hela området stod klart 1968 med totalt 369 bostäder. 

## Historia

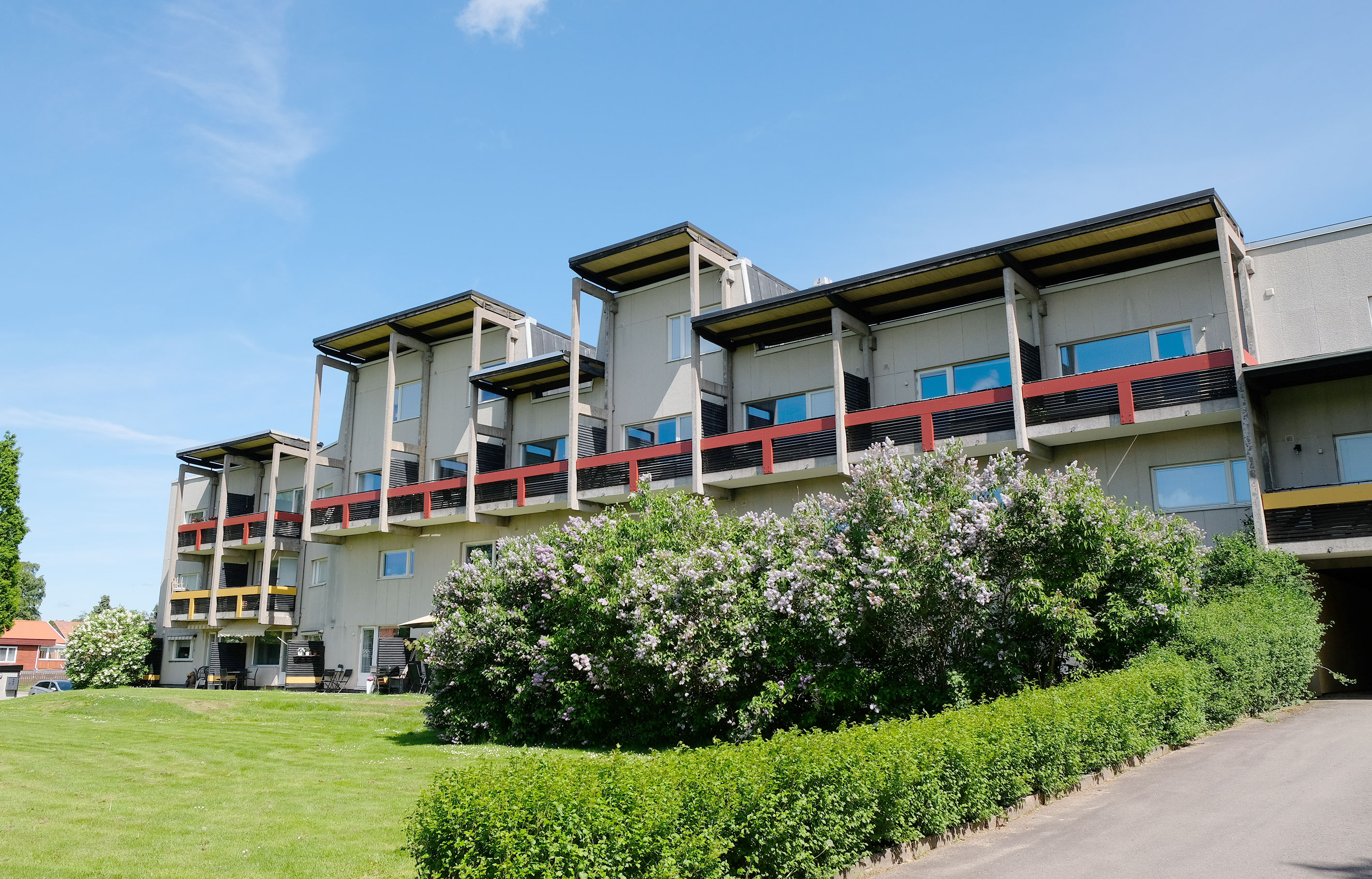
Bostadsområdet Brittgården i Tibro

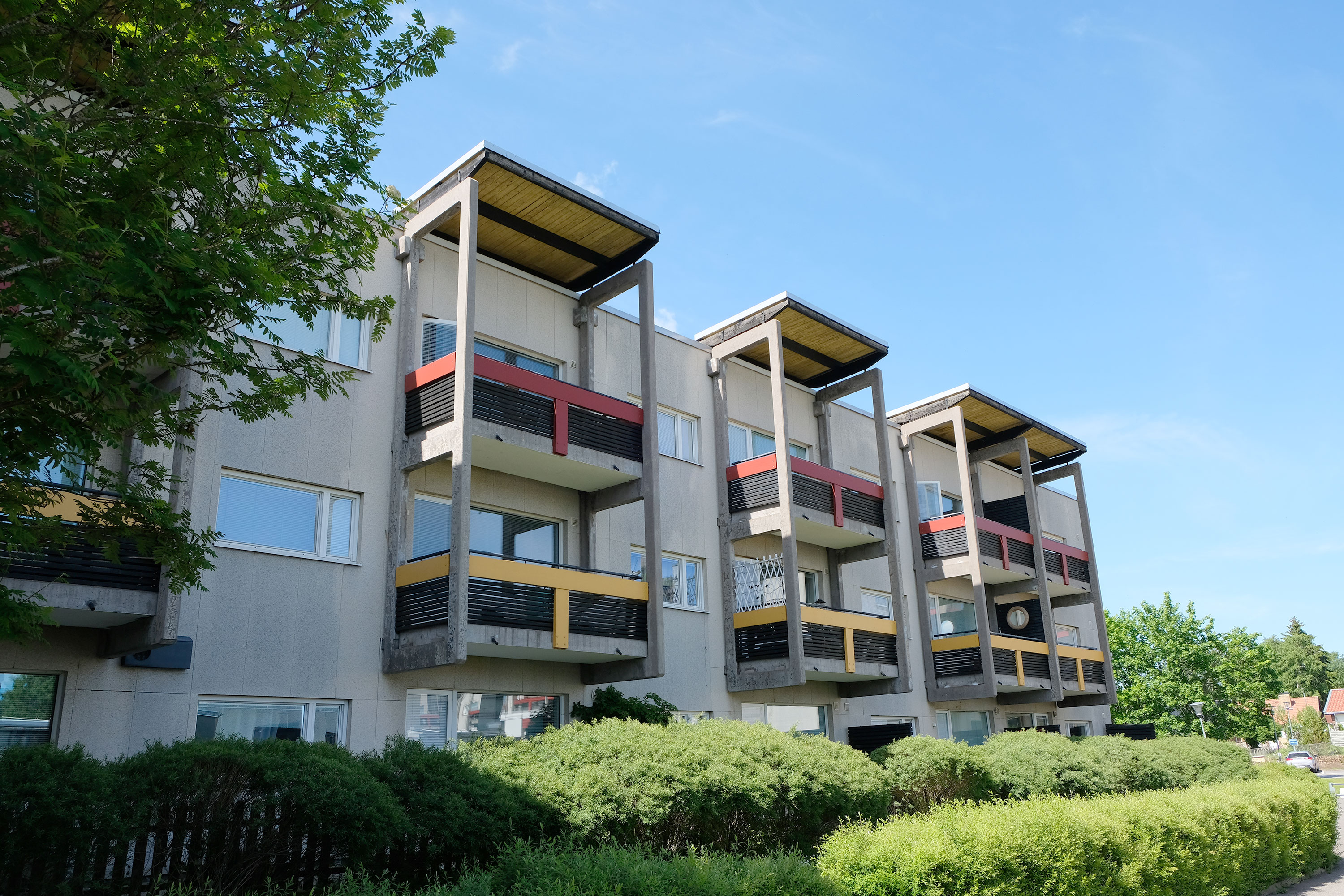
Bostadsområdet Brittgården i Tibro med balkonger och gröna häckar

Området där Brittgården uppfördes köptes av Tibro kommun 1953. Den drivande kraften för byggandet av Brittgården var det socialdemokratiska kommunalrådet Axel Adolfsson som kände arkitekten Ralph Erskine. Tanken var att Riksbyggen och HSB skulle uppföra stora flerbostadshus. 1958 upprättades en ny stadsplan och Erskine engagerades i att uppföra ett nytt bostadsområde. Han hade då nyligen ritat ett affärs- och bostadshus i Tibro. 1959 presenterades Erskines förslag och antogs av kommunen. 
Riksbyggen blev byggherre för Brittgården och den första etappen stod klar 1961. Ursprungligen var fasaderna vita. Hela området stod klart 1968 med totalt 369 bostäder. Det rörde sig om en blandning av flerbostadshus, radhus och friliggande atriumhus. Det fanns även en Ica-butik, Brittgårdshallen, i området fram till 1991. Blandningen av olika strukturer var något som Erskine även gjort tidigare i Kvarteret Ortdrivaren i Kiruna. Brittgården uppmärksammades redan under byggandet för sin arkitektur och utformning. Området blev bilfritt till stora delar där bilarna hänvisades till parkeringar utanför bostadsområdet. Husen placerades runt innergårdar likt engelska lantbyars centrum med grönskande mittpunkt, village green.
1970-talets ekonomiska lågkonjunktur och kraftig minskade bostadsbyggandet efter miljonprogrammet påverkade Tibros möbelindustri kraftigt. Stora delar av industrin försvann. Brittgården avfolkades och under flera år blev tomma lägenheter ett problem. 1992 revs ett av husen på grund av att så många lägenheter var outhyrda. Riksantikvarieämbetet, Arkitekturmuseum, Chalmers och Ralph Erskine protesterade mot rivningen.
1999 gick områdets två bostadsrättsföreningar i konkurs. 2001 övertog Bertil Lindström Brittgården. Lägenheterna blev hyresrätter. Lindströms idoghet ledde till en renässans för området. Lindström initierade en storstädning, tvättstugorna renoverades och lägenheter fräschades upp. Området moderniserades med anslutning till fjärrvärmenätet och fiber för bredband och kabel-tv. Lindström strävade efter att bevara Brittgårdens arkitektur. 2003 hörde Ralph Erskine av sig personligen i samband med en ommålning av de för området karaktäristiska balkarna. De målades enligt hans önskemål i rött och gult. 2014 sålde Bertil Lindström Brittgården av hälsoskäl till Tibro kommuns allmännyttiga bostadsbolag Tibrobyggen.